# Blauw kweldergras
Blauw kweldergras (Puccinellia fasciculata, synoniem: Poa fasciculata, Festuca borreri) is een overblijvende plant die behoort tot de grassenfamilie (Poaceae). De plant komt van nature voor langs de kust van West- en Zuid-Europa. Ook op sommige plaatsen in het westelijke Middellandse Zeegebied, langs de Adriatische Zee, in Noord-Amerika, Zuid-Afrika, Australië en Nieuw-Zeeland. Blauw kweldergras staat op de Nederlandse Rode lijst van planten als zeer zeldzaam en matig afgenomen. Het aantal chromosomen is 2n = 28 of 42.
De plant wordt 10 - 70 cm hoog en vormt grijsgroene dichte zoden. De stengels zijn schuin opstijgend of rechtopstaand. De iets vlezige, 2 - 5 mm brede bladeren zijn cilindrisch samengevouwen of zelden vlak. Elke bladhelft heeft vijf tot zeven ribben. Het tongetje (ligula) is 1 - 2 mm lang.
Blauw kweldergras bloeit in juni en juli. De bloeiwijze is een eenzijdige, 4 - 15 cm lange pluim met schuin afstaande takken, die na de bloei rechtopstaan. De 3 - 6 mm lange aartjes hebben een groene, of groen met purperen randen of geheel purpurkleurig en bestaan uit 2 - 8 bloemen. De stompe, eivormige, aan de top getande kelkkafjes hebben een breed vliezige rand. Het onderste kelkkafje is 1 - 1,5 mm lang en het bovenste 1,2 - 1,8 mm. Het onderste, 5-nervige kroonkafje (lemma) is 2,5 - 5 mm lang en aan de top getand en smal vliezig gerand. Het bovenste kroonkafje is 2 - 2,5 mm lang. De helmknoppen zijn 0,4 - 0,8 mm lang.
De vrucht is een 1,5 - 2 mm lange en 0,5 mm brede graanvrucht.

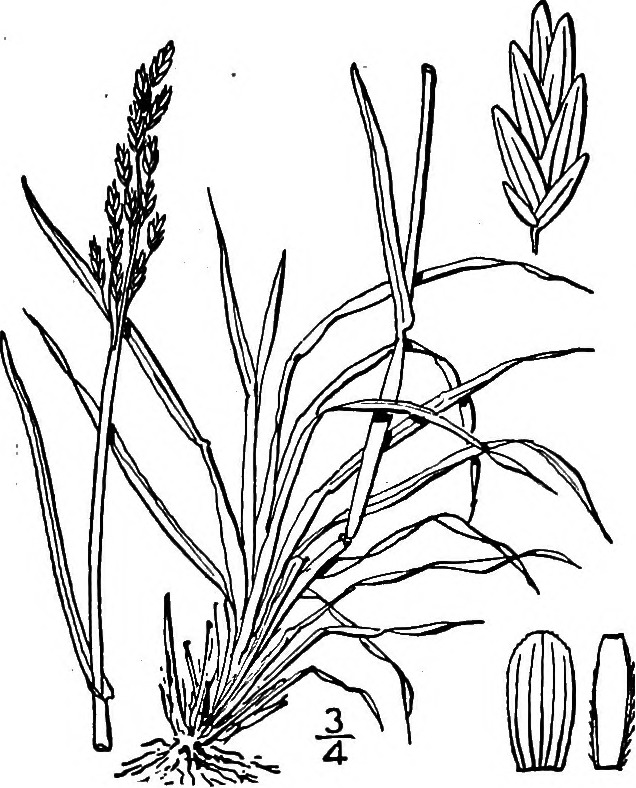
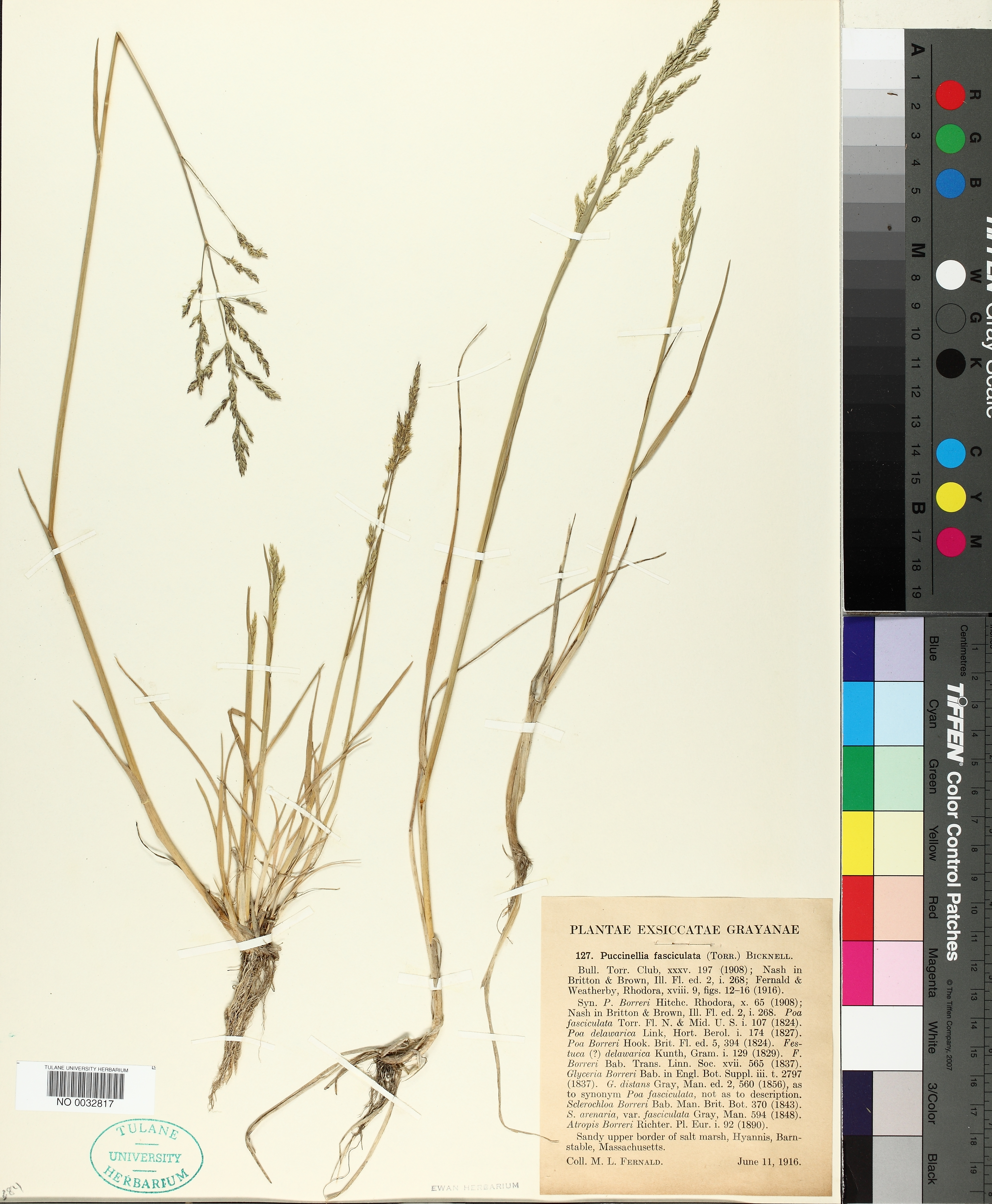
Herbariumexemplaar
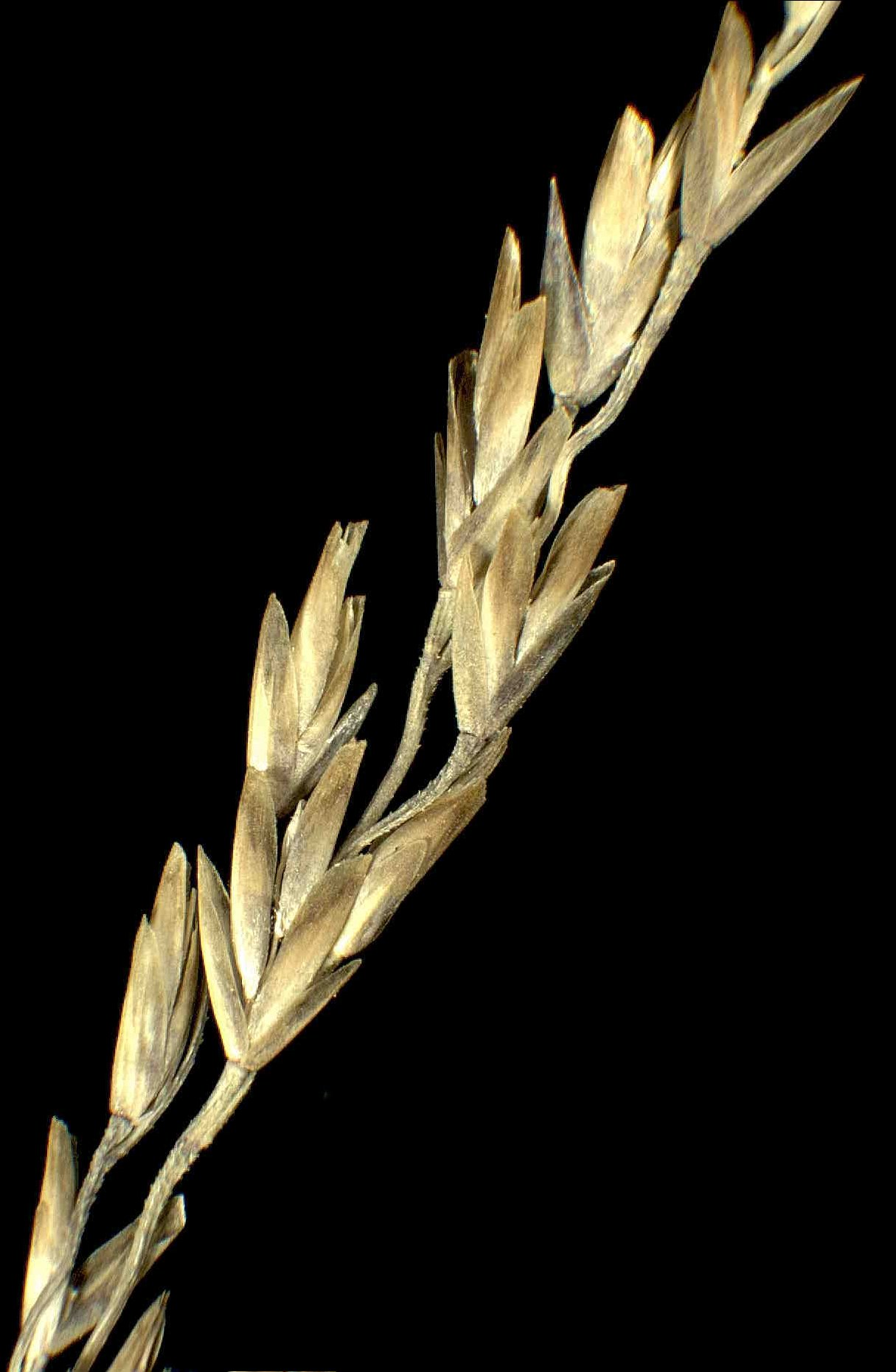
Pluim
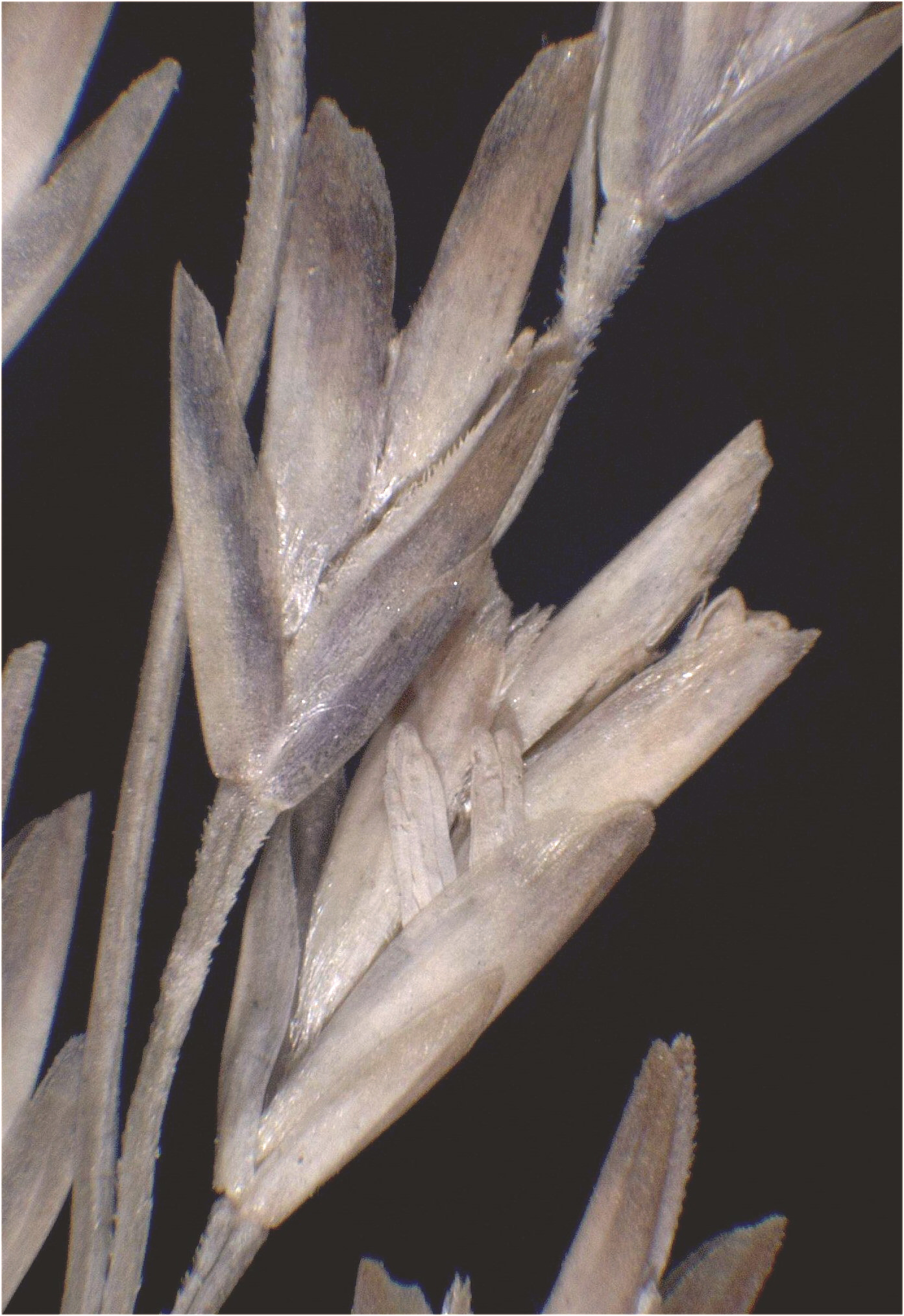
Aartje

## Ecologie en verspreiding
Blauw kweldergras staat op open, zonnige open plaatsen op voedselrijke, vochtige, stikstofrijke, zilte tot brakke grond. Het betreft vaak plekken waar het zoutgehalte sterk wisselt of waar zoute kwel optreedt. De kustplant groeit meestal als pionier op binnendijks, zilt terrein, op bedijkte kwelders en in graslanden langs zilte kreken, soms buitendijks in zilte graslanden en langs afgedamde zeearmen, vaak op plekken waar de bodem door vee kapot getrapt is. Het noordwestelijke deel van het areaal op het vasteland van Europa omvat de kusten van Noord-Frankrijk, België en Nederland. De vaak efemere (kortdurend aanwezig) plant is zeldzaam in Zeeland en langs de zuidkust van Goeree-Overflakkee, komt verder zeer zeldzaam voor in het Waddengebied en in het noordelijke zeekleigebied. Vroeger, in 19e eeuw, is de soort aangetroffen in zoutziederijen zoals bij Zwijndrecht en Amsterdam; later is ze ook opgedoken in de drooggevallen Oost-Flevopolder. Ze neemt in aantallen af of verdwijnt wanneer de milieudynamiek afneemt.